# Bataille de la Sagra
La bataille de la Sagra eut lieu au VIe siècle av. J.-C. et opposa les Locriens aux Crotoniotes dans le Bruttium. Elle tire son nom de la rivière « Sagra », qui n'est pas précisément identifiée de nos jours, mais qui peut être soit le Torbido (it), soit l'Allaro, dans l'actuelle province de Reggio de Calabre.
Ayant fondé les colonies de Medma (Rosarno) et d’Hipponion (Vibo Valentia) au VIIe siècle av. J.-C., Locres avait accru son importance, étendant son influence jusqu'aux côtes tyrrhéniennes. Cela la mit en concurrence avec d'autres colonies grecques de la Grande Grèce comme Crotone qui déclara la guerre à Locres.
Crotone débarqua des forces supérieures en nombre, mais elles furent écrasées par les Locriens au bord de la Sagra. Le nombre de morts fut tel qu'il aurait teinté ses eaux en rouge.
Cette défaite poussa Crotone à s'en prendre à Sybaris, autre colonie grecque rivale qu'elle vainquit en -510, tandis que Locres poursuivit une politique commerciale de plus en plus agressive, si bien que son alliance avec Rhêgion fut rompue.
Selon la légende, les Dioscures sont apparus à cheval pour annoncer la victoire, tout comme lors de la bataille du lac Régille.